# 투누오도
투누오도, 투누오토,(鬪穀於菟)는 중국 춘추 시대 초(楚)나라의 영윤(令尹)으로, 성은 미(羋), 씨는 투(鬪)이며, 휘는 누오도(穀於菟)이고, 자는 자문(子文)이다. 명재상으로 유명하다. 이름은 투곡어토, 투곡오도 등으로 잘못 읽기도 한다. 누(㝅)는 젖먹이란 뜻이고, 오도(於菟)는 범이란 뜻으로, 모두 초나라의 사투리이다. 호랑이의 젖을 먹고 자란 것에서 이름이 유래되었다.

## 가족
아버지는 투백비이고, 동생은 성득신이다.